# دافت بانك
دافت بانك (بالإنجليزية: Daft Punk) هي فرقة موسيقى إلكترونية فرنسية تضم طوماس بانگالتر وگي-مانويل دو هوميم كريستو.

## وصلات خارجية
- الموقع الرسمي
- دافت بانك على موقع IMDb (الإنجليزية)
- دافت بانك على موقع الموسوعة البريطانية (الإنجليزية)
- دافت بانك على موقع ميوزك برينز (الإنجليزية)
- دافت بانك على موقع رولينغ ستون (الإنجليزية)
- دافت بانك على موقع أول ميوزيك (الإنجليزية)
- دافت بانك على موقع ديسكوغز (الإنجليزية)
- دافت بانك على موقع ANN company (الإنجليزية)
- دافت بانك على موقع ماي سبيس